# Vintage (motorfietstaal)

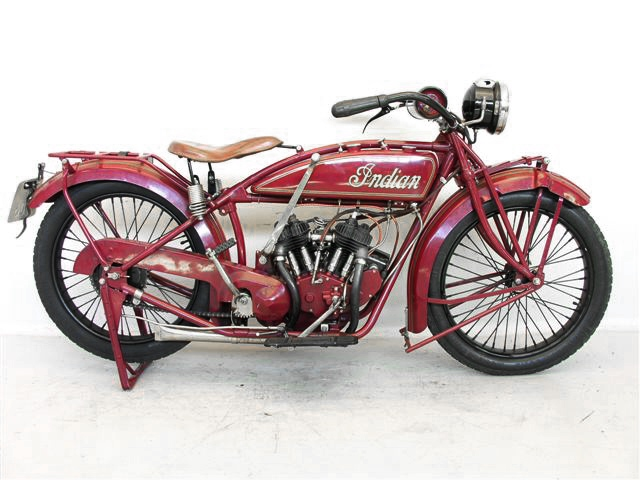
Deze 600 cc Indian Scout uit 1920 valt in de categorie "Vintage"

Vintage is een aanduiding van de Engelse Vintage Motor Cycle Club voor motorfietsen van 1915 t/m 1930.
Andere aanduidingen zijn: Pioneer, Veteran en Post-Vintage.
Vintage is ook een klasse-indeling bij veteranenritten, de motoren van 1915-1931. Zie ook Veteran en Pre-War.